# LT vz.38
„ЛТ-38“ (LT vz.38) е чехословашки лек танк, разработен в периода между двете световни войни и използван в началните етапи на Втората световна война от Германската армия под означение „Панцер 38 (т)“.

## История
Танкът (известен първоначално като TNHP) е разработен от фирмата Чешкоморавска Колбен Данек (ЧКД) през 1938 г., но поради ограниченията, наложени от Мюнхенското споразумение, подготовката му за серийно производство е спряна. До окупацията на Чехия от Нацистка Германия през март 1939 г. са произведени само три танка. Немците харесват чешкия танк и производството му е възстановено за нуждите на германската армия. Първите 9 серийни машини LT vz.38, вече под името Pz.Kpfw.38(t) Ausf. А, излизат от завода на 22 май 1939 г. От 1939 до 1942 г. заводите ЧКД, прекръстени на ВММ – Böhmisch-Mährische Maschinenfabrik (защото основателят и собственик инженер Емил Колбен е евреин, който умира през 1943 г. в концлагера Терезиенщад) произвеждат над 1300 броя в 8 модификации.

## Бойно използване
Първите битки на Pz.Kpfw.38(t) са по време на кампанията в Полша, където в състава на 3-та танкова дивизия има около 60 танка от този тип. При започването на боевете за Франция през 1940 г., в състава на 7-а и 8-а танкови дивизии има съответно 106 и 123 танка Pz.Kpfw.38(t), а преди началото на операция „Барбароса“, край границите на СССР се намират 623 машини от този тип, влизащи в състава на 5 бронирани дивизии. До края на 1941 г. повечето танкове Pz.Kpfw.38(t) са унищожени или повредени в хода на боевете и в началото 1942 г. основната част от тях влизат в състава на изпратената от Франция 22-ра танкова дивизия, която се бие в Крим и волжките степи. През ноември-декември 1942 г. при боевете за гр. Калач на Дон дивизията е почти напълно разгромена, а танковете LT vz.38 (Pz.Kpfw.38(t)) вече биват използвани само като учебни или за полицейски цели.

## На въоръжение
Освен във Вермахта танковете LT vz.38 са на въоръжение в армиите на Унгария, Първата словашка република (1939 – 1945), Румъния и България. В България танковете (10 бр.) пристигат през февруари 1943 г. вместо закупените от правителството Panzer ІІІ. Заведени са под името бойна кола „Прага“. В състава на 9-а рота на танковия полк на Бронираната бригада, те вземат участие в първата фаза на т. нар. Отечествена война на България. След 1947 г. съгласно клаузите на мирния договор са свалени от въоръжение.
- Панцер 38(t) в Съветския съюз
- Панцер 38(t) в Съветския съюз

## Модификации
- LT vz.38 – базова машина.
- Aufklärungspanzer 38(t) (Sd. Kfz. 140/1) – разузнавателна машина.
- Bergepanzer 38(t) – лека ремонтно-евакуационна машина. В периода 1944 – 1945 г. са произведени 170 машини.
- Flakpanzer 38(t) Gepard (Sd. Kfz. 140) – самоходна зенитна установка (СЗУ).
- Flakpanzer 38(t) Hetzer – самоходна зенитна установка (СЗУ). Произведен е 1 прототип.
- Flammpanzer 38(t) Hetzer – огнеметен танк. През декември 1944 г. са произведени 20 машини.
- Grille Ausf.H/K/M (Sd.Kfz.138/1) – 150 мм самоходна артилерийска установка (САУ).
- Leichter Raupenschlepper Praga T-3 – лек влекач, използван и като машина за превоз на личен състав.
- Munitionspanzer 38(t) (Sf) Ausf.K/M (Sd. Kfz.138) – бронетранспортьор за превоз на боеприпаси.
- Marder III Panzerjager 38(t) (Sd.Kfz.139) – 76,2 мм самоходна артилерийска установка (САУ). Въоръжена с оръдие Рак 36.
- Marder III Ausf. H/K/M (Sd. Kfz. 138) – 75 мм самоходна артилерийска установка (САУ). Въоръжена с оръдие Pak 40.
- Befehlswagen 38(t) – командирски танк.
- Munitionsschlepper 38(t) – бронетранспортьор за превоз на боеприпаси.
- Morsertrager 38(t) Ausf.M – транспортьор на МХВ боеприпаси. Произведен е 1 прототип.
- PzKpfw 38(t) nA – лек бързоходен разузнавателен танк.
- Schutzenpanzerwagen 38(t) Ausf.M – бронетранспортьор. Произведен е 1 прототип.
- Schwerer Raupenschlepper Praga T-9 – тежък влекач, използван и като машина за превоз на личен състав.
- Jagdpanzer 38(t) Hetzer (Sd.Kfz.138/2) – 75 мм самоходна артилерийска установка (САУ). Въоръжена с оръдие Pak 40. Среща се и под обозначението Panzerjäger 38(t).